# Гурамишвили (станция метро)
«Гурамишви́ли» (груз. გურამიშვილი) — станция Ахметели-Варкетилской линии Тбилисского метрополитена, располагается между станциями «Сараджишвили» и «Грмагеле».

## История
Открыта 16 ноября 1985 года. До 1992 года станция носила название «ТЭМКА» (груз. თემქა — ТЭВЗ, Тбилисский электровозостроительный завод).

## Название
Название было дано по одноимённому проспекту, в свою очередь, названному в честь поэта Давида Гурамишвили.

## Архитектура и оформление
Путевые стены отделаны тёмно-коричневым мрамором украшены тёмными полукругами. До 2011 года станция освещалась рядом круглых люстр, после- рядом красивых кованных напольных фонарей, как и на станции «Садгурис моэдани» Сабурталинской линии. С 2016 года станция на ремонте из-за постоянных подтеков на потолке под воздействием грунтовых вод (по этой причине красивые люстры были сняты). Планируется ремонт с возвращением к первоначальному состоянию. В вестибюле находятся рельефы с символическими изображениями людей.

## Выходы и пересадки
Со станции один выход — в южном направлении. В северном торце, где первоначально планировался выход, располагается лестница, ведущая к СТП.

## Путевое развитие
До 1989 года станция была конечной, сохранился пошёрстный съезд между путями. Кроме того, за станцией к обоим путям примыкают служебные соединительные ветви, ведущие в депо ТЧ-2 «Глдани».